# Fortifications d'Avranches
Les fortifications d'Avranches sont un système défensif enserrant la veille ville d'Avranches, aujourd'hui dans le département français de la Manche, en région Normandie. 

## Localisation
Les vestiges de enceinte urbaine destinée à protéger la ville au Moyen Âge sont situés sur la commune d'Avranches, dans le département français de la Manche.

## Historique
Les fortifications correspondant aux vestiges actuels ont été érigées au XIIIe siècle sous le règne de Saint Louis, afin de protéger la place de la volonté d'Henri III roi d'Angleterre de reconquérir ses terres continentales.

## Protection
La tour de l'Arsenal, ou de Saint-Louis, est inscrite au titre des monuments historiques par arrêté du 14 mai 1937.